# Castell d'Òpol
El Castell d'Òpol, o de Salvaterra, era un castell medieval d'estil romànic del segle xi situat en el poble d'Òpol, del terme comunal d'Òpol i Perellós, a la comarca del Rosselló, de la Catalunya del Nord.
Les seves ruïnes estan situades a l'angle sud-est del planell que corona el turó on estava emplaçat el poble vell d'Òpol, a poc més d'un quilòmetre en línia recta al nord-oest del poble actual d'Òpol. És un turó que domina la major part del territori que l'envolta.

## Història

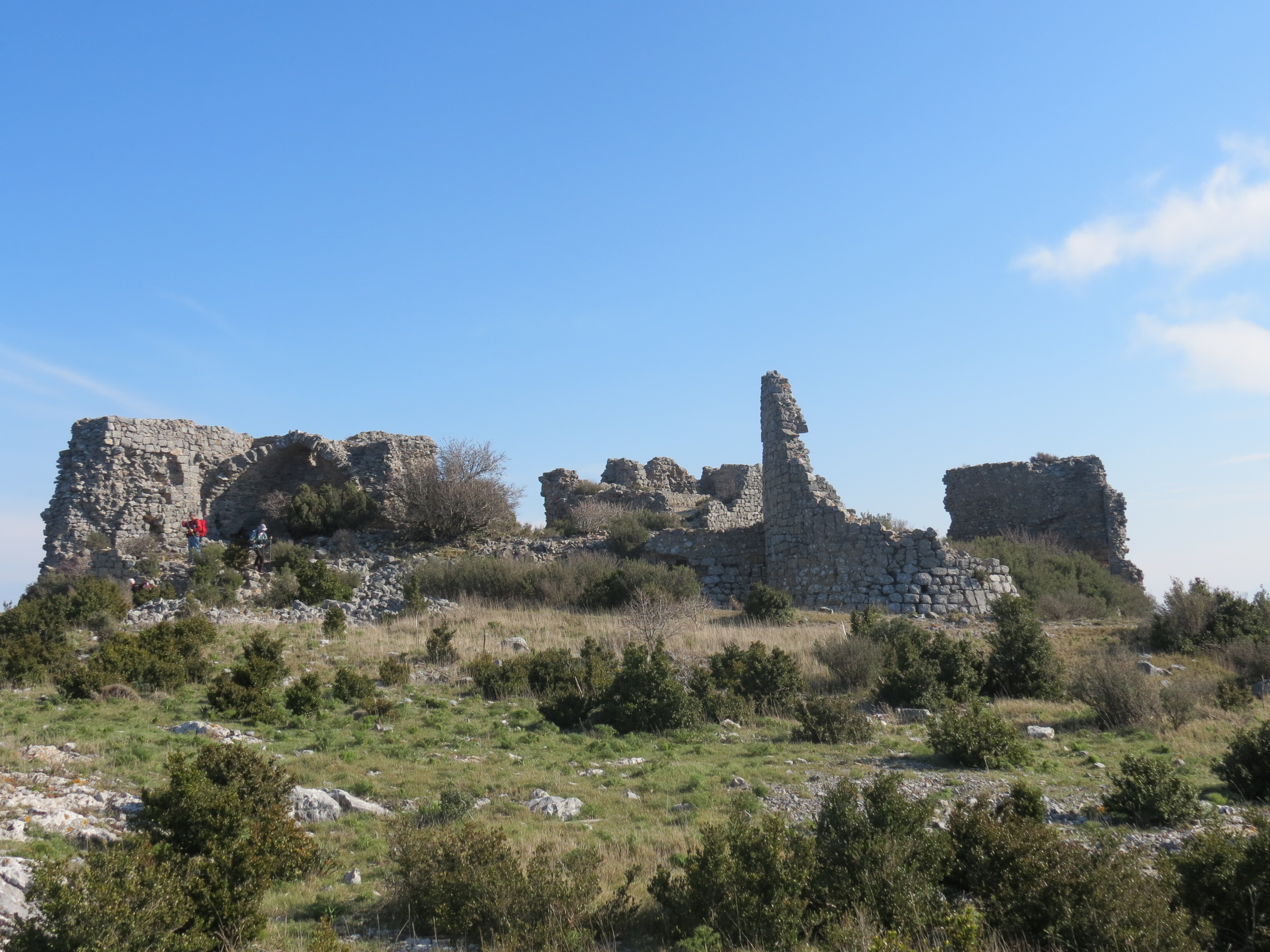
El castell d'Òpol

El Castell d'Òpol era un castell fronterer amb el Regne de França, com el de Perellós i el Castell vell de Salses. Segons Alart, es tracta de la Clausura Sordonia que va conquerir el 673 el rei Vamba. Tanmateix, sense unes adequades prospeccions arqueològiques no es pot assegurar del tot aquesta hipòtesi.

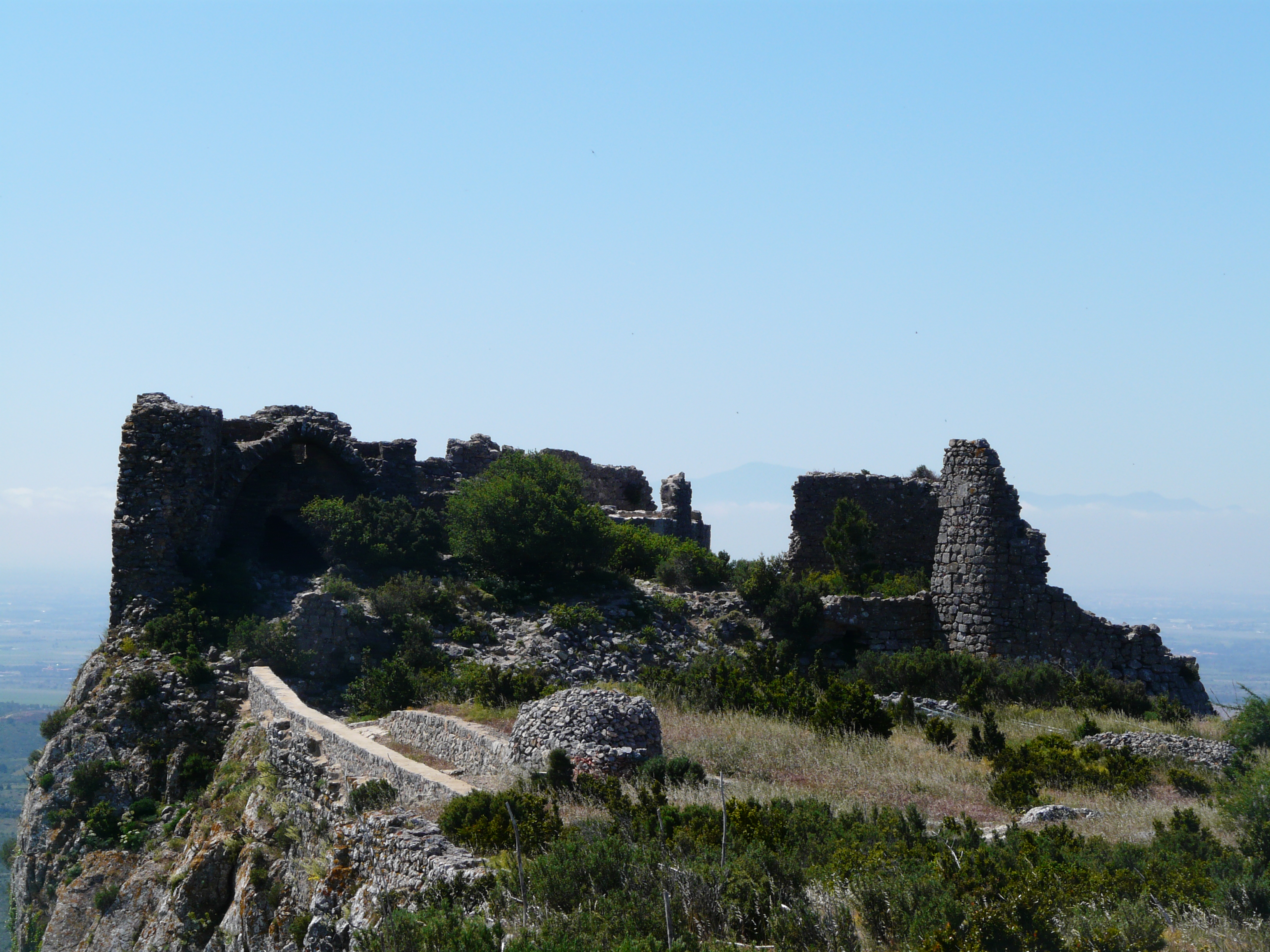
El castell des del nord

A darreries del segle xi, posseïa un alou important a Òpol Arnau Guillem, senyor de Salses, qui el llegà, juntament amb la resta dels seus béns, al seu fill Oliba. Jaume I fou qui decidí bastir el castell i la població damunt del planell que corona el turó, pel seu valor estratègic, El 1246 el rei atorgà una generosa carta de privilegis als qui anessin a viure en aquella població i als del veí Perellós, amb la promesa que no tindrien altre senyor que el comte de Rosselló, i que gaudirien del règim municipal més liberal d'aquells temps, el de la ciutat de Perpinyà. En el document es deia, a més, que la fortalesa del puig, suara anomenada caslart d'Oped s'anomenaria d'ara endavant Salvaterra.
El 1262 l'infant Jaume, futur rei de Mallorca, confirmava la carta poblacional en tots els seus punts, de manera que Òpol romangué fins a la fi de l'Antic Règim com a vila reial. Tanmateix, la inhospitat del lloc va fer, ja des d'antic, que els habitants d'Òpol desertessin: ja el 1383 el procurador reial del Rosselló advertia els cònsols de la vila d'Òpol que estaven obligats a tenir residència continuada al poble si volien conservar els seus privilegis. Finalment, a mitjan segle xvi el lloc s'abandonà per tal de traslladar-se un quilòmetre al sud-est, on és ara el poble d'Òpol.

## Les restes del castell

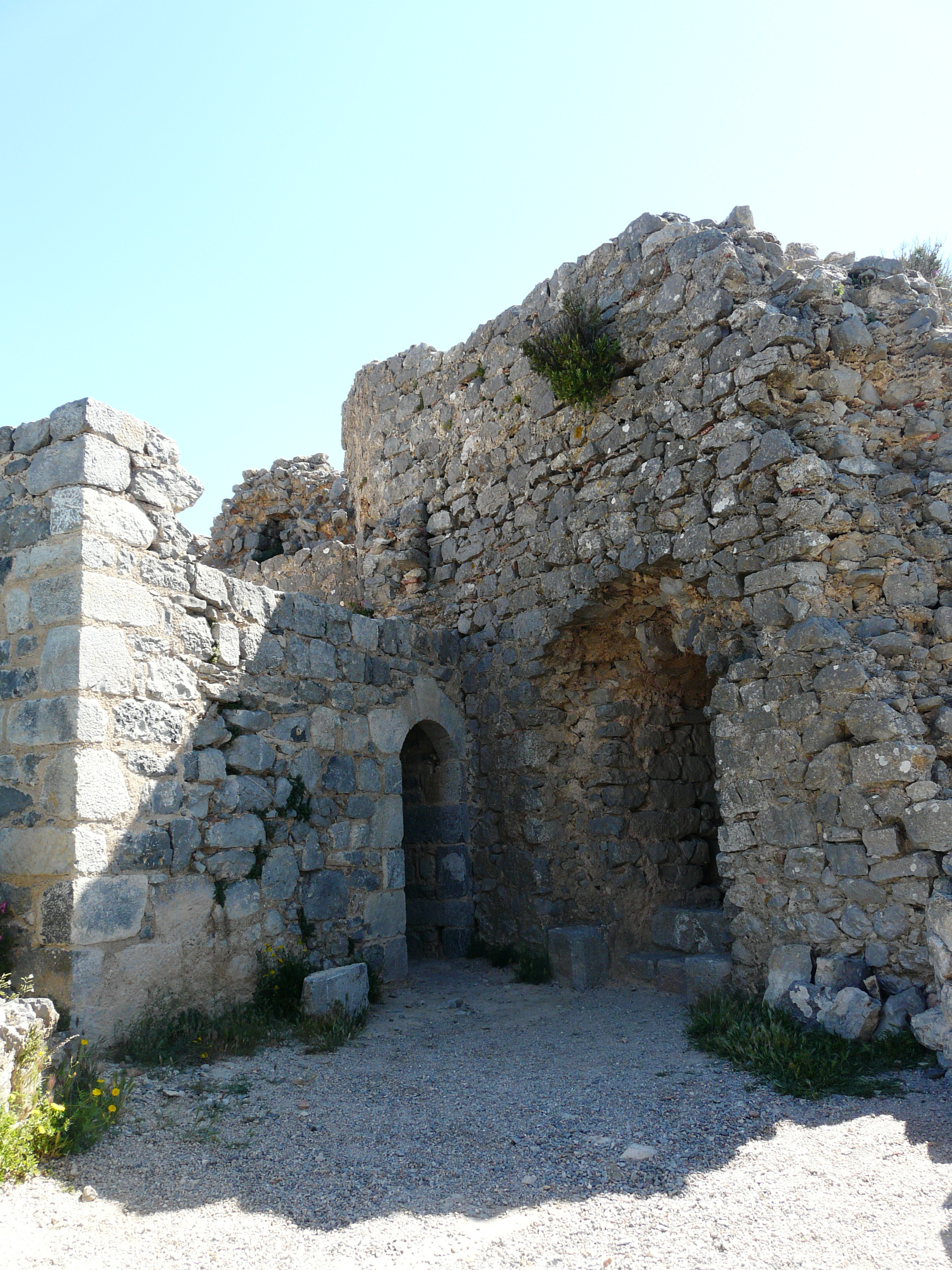
Fragment més sencer conservat del castell

El Castell d'Òpol tancava el sud-est del planell que corona el turó on es dreça; la resta del pla era ocupat per la Vila Reial de Salvaterra, fundada per decisió de Jaume I, que tancava el planell amb una muralla que enllaçava amb el castell. Aquest era una edifici compacte, amb la capella de Sant Llorenç del Castell d'Òpol en el seu interior, de planta un xic irregular a causa del traçat natural de la cinglera damunt de la qual es troba. Els murs més ben conservats són els de llevant i migdia, que assoleixen fins a 7 metres d'alçada i presenten fragments d'opus spicatum a la part baixa; als costats oest i nord, els més mal conservats, eren defensats per un fossat excavat a la roca, de la qual s'ha trobat quasi tot el traçat. Hi havia també un mur de contravall per tal de delimitar el recinte de la població.

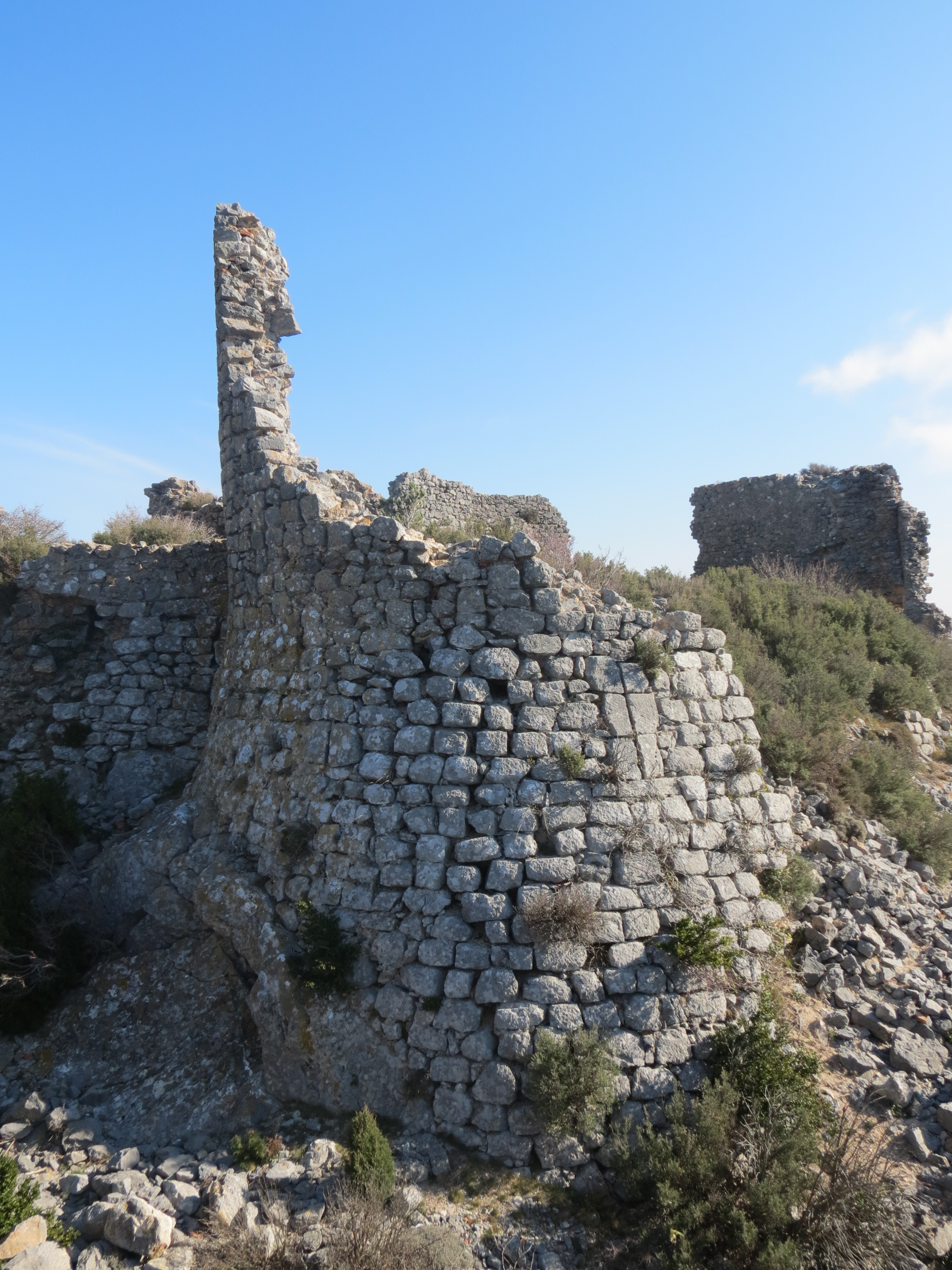
Torre rodona d'angle del Castell d'Òpol

L'entrada del castell era a llevant, al lloc menys abrupte i per on pujava el camí d'accés al castell i a la vila. Només se'n conserven restes escadusseres. En el camí de pujada cap al cim de la plataforma on es dreça el castell hi ha restes de muralles auxiliars, així com de dos portals més.
A l'angle nord-oest del castell es conserva una torre cilíndrica assentada damunt d'un talús alt damunt del fossat. Conserva algunes de les seves espitlleres. A l'interior del recinte del castell es conserva el traçat de tot un conjunt d'estances situades paral·lelament als murs perimetrals, i a dos nivells diferents. Al nord-est s'hi reconeix la capella de Sant Llorenç, tot i que està molt desfeta. El conjunt del castell es pot datar al segle xiii, tal com diuen els documents.